# Pulau Gadang
Pulau Gadang is een bestuurslaag in het regentschap Kampar van de provincie Riau, Indonesië. Pulau Gadang telt 1764 inwoners (volkstelling 2010).